# Буйоннак
Буйонна́к (фр. Bouilhonnac) — коммуна во Франции, находится в регионе Лангедок — Руссильон. Департамент коммуны — Од. Входит в состав кантона Капандю. Округ коммуны — Каркасон.
Код INSEE коммуны — 11043.

## Население
Население коммуны на 2008 год составляло 227 человек.
| 1962 | 1968 | 1975 | 1982 | 1990 | 1999 | 2008 |
| ---- | ---- | ---- | ---- | ---- | ---- | ---- |
| 143  | 167  | 132  | 140  | 181  | 215  | 227  |

## Экономика

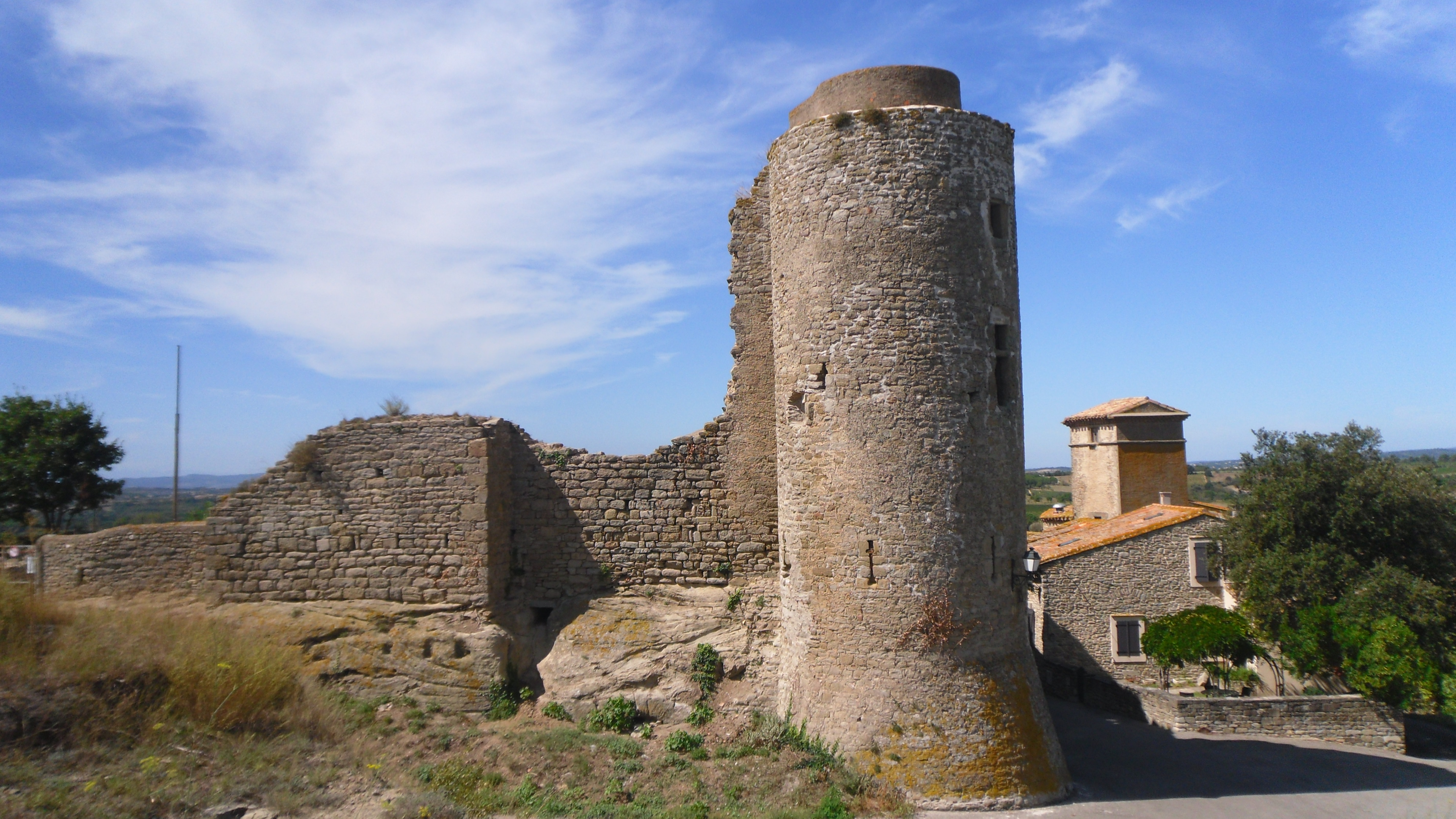
Замок Буйоннак

В 2007 году среди 154 человек в трудоспособном возрасте (15—64 лет) 107 были экономически активными, 47 — неактивными (показатель активности — 69,5 %, в 1999 году было 73,4 %). Из 107 активных работали 98 человек (51 мужчина и 47 женщин), безработных было 9 (4 мужчины и 5 женщин). Среди 47 неактивных 13 человек были учениками или студентами, 22 — пенсионерами, 12 были неактивными по другим причинам.